# Адміністративний поділ Білорусі
Адміністративно-територіальний поділ Білорусі — визначається Законом Білорусі від 5 травня 1998 р. № 154-З «Про адміністративно-територіальний поділ і порядок розв'язання питань адміністративно-територіального устрою Республіки Білорусь».

## Історія
Територія Білорусі в різні історичні періоди знаходилася у складі різних державних утворень:
- Великого князівства Литовського (XIV — кінець XVIII століть, з 1569 року Велике князівство входило до складу Речі Посполитої;
- Російської імперії (кінець XVIII століття — 1917 рік);
- Білоруської Народної Республіки (БНР, 1918 рік);
- Литовсько-Білоруської Радянської Соціалістичної Республіки (Литбіл, 1919 рік);
- Російської Радянської Федеративної Соціалістичної Республіки (РРФСР, — східна частина Білорусі);
- Польщі (західна частина Білорусі в 1920—1930-х роках);
- Білоруської Радянської Соціалістичної Республіки (БРСР, 1919—1991 роках), що з 1922 по 1991 рік входила в Союз Радянських Соціалістичних Республік (СРСР);
- Республіка Білорусь — суверенна держава з 1991 року.

### Перший поділ Речі Посполитої
В кінці XVIII століття після поділів Речі Посполитої на території Білорусі відбулися істотні зміни в адміністративно-територіальному діленні. У 1772 році східна частина Білорусі відійшла до Російської імперії і була включена до складу Могильовської і Псковської губерній, що підрозділялися на провінції.
- Могильовську губернію складали — Могильовська, Мстиславльська, Оршанська і Рогачовська провінції;
- Псковську губернію складали — Великолуцька, Вітебська, Двінська, Полоцька і Псковська провінції.

#### Могильовська губернія
У 1777 році Могильовська губернія була розділена на 12 повітів: Бабіновицькій (скасований в 1840 році), Білицький (у 1852 році перейменований в Гомельський), Клімовицький, Кописький (скасований в 1861 році), Могильовський, Мстиславльський, Оршанський, Рогачевський, Сенненський, Старобиховський (у 1852 році перейменований в Биховський), Чауський і Чериковський. У 1778 році губернія перейменована в Могильовське намісництво, яке в 1796 році скасоване, а повіти увійшли до складу Білоруської губернії. У 1802 році Могильовська губернія відновлена у складі колишніх 12 повітів. З вересня 1917 року — вона була віднесена до Західної області, з січня 1919 року до БРСР, з лютого — до РРФСР. 11 липня 1919 року Могильовська губернія була скасована, 9 її повітів увійшли до Гомельської губернії, Мстиславльський повіт переданий Смоленській, Сенненський — Вітебській губернії.

#### Псковська губернія
У Псковській губернії в 1775 році провінції були розділені на повіти:
- Двінська — на Дінабургський, Марієнгаузенський і Режицький;
- Полоцька — на Невельський, Полоцький і Себезький;
- Вітебська — на Велізький, Вітебський і Городоцький.

#### Полоцька губернія
У 1776 році з Вітебської, Двінської і Полоцької провінцій утворена окрема Полоцька губернія (у 1778—1796 роках — намісництво) у складі 11 повітів: Велізького, Вітебського, Городоцького, Дріссенського, Дінабургського, Люцинського, Невельського, Полоцького, Режицького, Себезького, Суразького. У 1793 році утворений Лепельський повіт. У 1795 році до Полоцького намісництва (до Полоцького і Лепельського повітів) приєднана частина території Мінської губернії.

#### Білоруська губернія
У 1796 році Полоцьке намісництво ліквідоване шляхом об'єднання з Могильовським намісництвом в Білоруську губернію з центром у Вітебську, що складалася з 16 повітів: Білицького, Велізького, Вітебського, Городоцького, Дінабургського, Люцинського, Могильовського, Мстиславльського, Невельського, Оршанського, Полоцького, Рогачевського, Себезького, Сенненського, Чауського, Черіковського. У 1802 році Білоруська губернія скасована, її територія розділена на Вітебську і Могильовська губернії.

### Другий поділ Речі Посполитої
Після другого поділу Речі Посполитої у 1793 році до складу Російської імперії увійшла центральна частина Білорусі, де була утворена Мінська губернія (у 1795—1796 роках окреме намісництво). Вона складалася з 13 повітів: Бобруйського, Борисовського, Вілейського, Давид-Городоцького, Дисненського, Докшицького, Ігуменського, Мозирського, Мінського, Несвізького, Поставського, Пінського, Слуцького. У 1796 році були скасовані Давид-Городоцькій, Докшицький, Несвізькій, Поставський повіти, в 1797 році до губернії приєднаний Речицький повіт. У 1842 році Новогрудський повіт приєднаний зі складу Гродненської губернії у Віленськую губернію. Також були передані Вілейський і Дисненський повіти. З листопада 1917 року Мінська губернія включена до складу Західної області, в 1918 році — Західної комуни. З 1 січня 1919 року — в БРСР, з 2 лютого 1919 року — в Литбіл. У 1919 році утворений Барановицькій повіт, Речецький повіт приєднаний до Гомельської губернії, їй же передані Мозирський і частина Бобруйського, Борисовського і Ігуменського повітів. У 1920 році утворений Несвізькій повіт. У 1921 році, коли частина території губернії, окрім Бобруйського, Борисовського, Ігуменського, Мозирського, Мінського і Слуцького повітів, відійшла до Польщі, Мінська губернія перестала існувати.

### Третій поділ Речі Посполитої
Після 3-го розділу Речі Посполитою у 1795 році до складу Російської імперії увійшла західна частина Білорусі, були створені Віленська і Слонімська губернії.

#### Слонімська губернія
Слонімська губернія мала 8 повітів: Брестський, Волковиський, Гродненський, Кобринський, Лідський, Новогрудський, Пружанський, Слонімський. У 1797 році Слонімська і Віленська губернії об'єднані в Литовську губернію з центром у Вільно, що складалася з 19 повітів: Браславського, Брестського, Волковиського, Віленського, Вількомірського, Гродненського, Завілейського, Кобринського, Ковенського, Лідського, Новогрудського, Ошмянського, Пружанського, Росієнського, Слонімського, Тельшевського, Троцького, Упітського, Шавельського. У 1801 році Литовська губернія знов розділена на Віленську і Слонімську (з 1802 року — Гродненську) губернії.

#### Віленська губернія
Віленська губернія (до 1840 року Литовсько-Віленська) включала 11 повітів: Браславський (з 1836 року Новоалександровський), Віленський, Вількомірський, Завілейський, Ковенський, Ошмянський, Росієнській, Троцький, Упітський (Поневезький), Тельшевський і Шавельський. У 1843 році частина повітів була передана новоутвореній Ковенській губернії. У складі Віленської губернії залишилися Віленський, Ошмянський, Свенцянський (Завілейський) і Троцькій повіти. До них приєднані з Гродненської губернії Лідський, з Мінської — Дисненський і Вілейський повіти. У 1920 році велика частина Віленської губернії була зайнята польськими військами, в 1922—1939 роках входила до складу Віленського воєводства Польщі, решта території відійшла до Литви, невелика частина Вілейського повіту — до БРСР.

#### Гродненська губернія

Карта Гродненської губернії

Гродненська губернія включала 8 повітів: Брестський, Волковиський, Гродненський, Кобринський, Лідський, Новогрудський, Пружанський, Слонімський. У 1843 році до губернії приєднані Білостоцький, Більський і Соколковський повіти з скасованої Білостоцької області, Новогрудський повіт переданий Мінській, Лідський — Віленській губерніям. Відповідно до Ризького мирного договору 1921 року територія Гродненської губернії відійшла до Польщі, колишні повіти увійшли до складу Білостоцького (Білостоцький, Більський, Волковиський, Гродненський, Соколковський), Поліського (Брестський, Кобринський, Пружанський) і Новогрудського (Слонімський) воєводств.

#### Вітебська губернія
Вітебська губернія поділялась на 12 повітів: Велізький, Вітебський, Городоцький, Дрисенський, Двінський, Лепельський, Люцинський, Невельський, Полоцький, Режицький, Себезький, Суразький (скасований в 1866 році).
З листопада 1917 року Вітебська губернія у складі Західної області, з вересня 1918 року — Західної комуни РРФСР, БРСР (січень-лютий 1919 року), РРФСР. У зв'язку з утворенням Гомельської губернії (квітень 1919 року) у Вітебську губернію передані Сенненський повіт Могильовської губернії (липень 1919 року) і Оршанський повіт Гомельської губернії (листопад 1920 року). Відповідно до мирного договору між РРФСР і Латвією від 11 серпня 1920 року Двінський, Люцинський і Режицький повіти відійшли до Латвії. У лютому 1923 року у зв'язку з укрупненням повітів скасовані Городоцький, Дрисенський і Сенненський повіти; Лепельський повіт перейменований в Бочейковський. 10 березня 1924 року у зв'язку з 1-м укрупненням БРСР Вітебська губернія скасована. Територія Вітебського, Городоцького, Дрисенського, Лепельського, Полоцького, Сенненського, Суразького повітів увійшла до складу БРСР, Велізький, Невельський, Себезький повіти — до складу Псковської губернії РРФСР.

#### Білостоцька область
Білостоцька область — частина території, що відійшла в результаті 3-го поділу Речі Посполитої у 1795 році до Пруссії, а за Тільзитським миром 1807 року передана Росії. У 1808 році отримала назву Білостоцької області з центром у Білостоці і розділена на 4 повіти: Білостоцький, Бельський, Сокольський і Дрогичинський. Скасована в 1842 році, повіти приєднані до Гродненської губернії, а Дрогичинський і Бельський об'єднані у Бельський повіт.

### Початок 20 століття

#### Західна область
Західна область утворена в червні 1917 року з метою централізувати керівництво місцевими Радами. Центр області місто Мінськ. Після Жовтневого перевороту 1917 року включала Віленську, Вітебську, Могильовську і Мінську губернії. У лютому 1918 року, у зв'язку з окупацією частини Білорусі німецькими військами, центр області перенесений до Смоленську. У квітні 1918 року до складу Західної області включена Смоленська губернія. У вересні 1918 року область перейменована в Західну комуну, яка була скасована після проголошення БРСР 1 січня 1919 року.

#### Гомельська губернія
Гомельська губернія утворена 26 квітня 1919 року (затверджена НКВС РРФСР 11 липня 1919 року) на території 9-ти повітів (Биховського, Гомельського, Горецького, Климовіцького, Могильовського, Оршанського, Рогачевського, Чауського, Чериковського) скасованої Могильовської губернії, Речицького повіту Мінської губернії, Мглинського, Новозибковського, Стародубського, Суразького повітів Чернігівської губернії.
З серпня 1919 року по серпень 1920 року в Гомельську губернію входили Мозирський, частини Бобруйського, Борисовського, Ігуменського повітів. У листопаді 1920 року Оршанській повіт переданий у Вітебську губернію. У травні 1922 року Мглинській і Чауський повіти скасовані, Суразькій повіт перейменований в Клинцовський, утворений Почепський повіт.
У липні 1922 року велика частина Горецького повіту передана Смоленській губернії. У лютому 1923 року Биховській повіт скасований. У травні 1923 року Почепський повіт переданий в Брянську губернію. У березні 1924 року Биховський, Климовицький, Могильовський, Рогачевський, Чауський, Чериковський, частина Речицького повіту передані в БРСР.
У грудні 1926 року Гомельська губернія скасована: Гомельський і Речицький повіти приєднані до БРСР, Клинцовський, Новозибковський, Стародубський — до Брянської губернії.

### Радянська Білорусь
Білоруська Радянська Соціалістична Республіка (БРСР) утворена 1 січня 1919 року. З лютого 1919 року частина території БРСР об'єднана з Литовською Радянською Соціалістичною Республікою в Литовсько-Білоруську Радянську Соціалістичну Республіку (Литбіл). Вітебська і Могильовська губернії відійшли до РРФСР. 31 липня 1920 року БРСР відновлена у складі Мінської (без Речицького повіту) і білоруських повітів Гродненської і Віленської губерній. За Ризьким мирним договором від 18 березня 1921 року до Польщі відійшла західна частина Білорусі. У складі БРСР залишилося 6 повітів колишньої Мінської губернії: Бобруйський, Борисовський, Ігуменський (з 1923 року Червенський), Мозирський, Мінський і Слуцький.

#### Перше укрупнення БРСР
У березні 1924 року в результаті 1-го укрупнення БРСР до її складу увійшли повіти Вітебської, Гомельської і Смоленської губерній, в яких переважало білоруське населення. На підставі рішення 2-ї сесії ЦВК БРСР 6-го скликання 17 липня 1924 року на території БРСР скасоване старе і прийнято нове адміністративно-територіальне ділення — округи, райони і сільради, склад яких затверджений ЦВК і РНК БРСР 2 січня 1925 року. Було утворено 10 округів: Бобруйський, Борисовський, Вітебський, Калінінський, Могильовський, Мозирський, Мінський, Оршанський, Полоцький і Слуцький, які об'єднували 100 районів і 1202 сільради.

#### Друге укрупнення БРСР
У грудні 1926 року в результаті 2-го укрупнення БРСР до складу республіки з РРФСР передані Речицький і Гомельський повіти. 8 грудня 1926 року вони перейменовані в округи, а 18 волостей цих повітів — в райони. 9 червня 1927 року скасовані Борисовський, Калінінський, Речицький і Слуцький округи, їх райони розподілені по сусідніх округах.
26 липня 1930 року скасовані останні 8 округів, на території БРСР залишилося тільки районне ділення. Кількість районів мінялася:
- 4 серпня 1927 року скасовано 16 районів;
- 8 липня 1931 року — ще 23 райони;
- 15 лютого 1935 року 15 районів відновлено.

Згідно з ухвалою ЦВК і РНК БРСР від 21 червня 1935 року райони БРСР, розміщені уздовж державного кордону з Польщею, були об'єднані в 4 округи: Лепельський (4 райони), Мозирський (9 районів), Полоцький (5 районів) і Слуцький (6 районів).
15 січня 1938 року в БРСР введено обласний поділ. 20 лютого 1938 року всі, що існували на той час 90 районів республіки, було розділено між 5 областями: у Вітебську область включено 20 районів, Гомельську — 14, Мінську — 20, Могильовську — 21, Поліську — 15. Округи як адміністративні одиниці були скасовані.

#### Західні території
Західні території Білорусі (Західна Білорусь) в результаті радянсько-польської війни 1920 року були захоплені Польщею і знаходилися в її складі до вересня 1939 року. Вони ділилися на повіти, що входили до складу різних адміністративно-територіальних утворень. У 1921 році створені воєводства:
- Новогрудське (Барановицький, Вілейський, Воложінський, Дисненський, Дуніловицький (у 1925 році перейменований в Поставський), Лідський, Несвізький, Новогрудський, Слонімський, Столбцовський, Щучинський (з 1929 року) повіти);
- Поліське (Брест-Литовський, Дрогичинський, Камень-Каширський, Кобрінський, Косовський, Лунінецький, Пінський, Пружанський, Сарненський (у 1929 році переданий до складу Волинського воєводства) повіти).

#### Віленська земля
Існувала також Віленська земля утворена в квітні 1922 року, що включаюча Браславський, Віленсько-Троцький, Ошмянський і Свенцянський повіти. У липні 1922 року до Віленської землі приєднані Дисненський, Дуніловицький і Вілейський повіти. У червні 1925 року в її складі утворений Молодечненський повіт. У грудні 1925 року було створено Віленське воєводство у складі Браславського, Вілейського, Віленсько-Троцького, Дисненського, Ошмянського, Поставського і Свенцянського повітів. 1 квітня 1927 року в його складі утворений Молодечненський повіт. Частина території Західної Білорусі входила також до складу Білостоцького воєводства, утвореного в 1919 році (Августовський, Білостоцький, Волковиський (з 1921 року), Гродненський (з 1921 року), Сокольський повіти). Головним містом краю було місто Вільно.

#### Передвоєнний поділ
Після возз'єднання Західної Білорусі з БРСР у листопаді 1939 року на цій території утворено 5 областей і 101 район:
- Барановицька область — 26 районів;
- Білостоцька — 24;
- Брестська — 18;
- Вілейська — 22;
- Пінська — 11 районів.

Віленський край і місто Вільно передані Литві. У листопаді 1940 року у зв'язку з передачею території до складу Литовської РСР три райони Білорусі — Годутішковський, Порецький і Свенцянський скасовані.

#### Друга світова війна
У роки Другої світової війни територія БРСР була розділена нацистами на генеральну округу «Білорусь», що входила до складу райхскомісаріату «Остланд», на тиловий район групи армій «Центр» і округу «Білосток», включену до складу провінції Східна Пруссія. Частина районів Білорусі була включена до складу райхскомісаріату Україна, частина — генеральної округи Литви.

#### Післявоєнний період
Після звільнення території Білорусі від німців у вересні 1944 року 17 районів Білостоцької і 3 райони Брестської області передано до складу Польщі, Білостоцька область скасована.
20 вересня 1944 року в БРСР утворені три нові області: Бобруйська, Гродненська і Полоцька; Вілейська область перейменована в Молодечненську.
8 січня 1954 року скасовані Барановицька, Бобруйська, Пінська, Поліська і Полоцька області, 20 січня 1960 року — Молодечненська.
Впродовж 1956—1962 років в БРСР проведено укрупнення районів:
- у 1956 році скасовано 11 районів;
- в 1957 році — 3;
- в 1959 році — 14;
- в 1960 році — 15;
- в 1961 році — 1;
- в 1962 році — 54

В республіці залишилося 77 районів. У 1965 році було відновлено 23 райони, в 1966 — 17 районів. У 1989 році відновлений Дрибинський район Могильовської області.

## Сучасний поділ

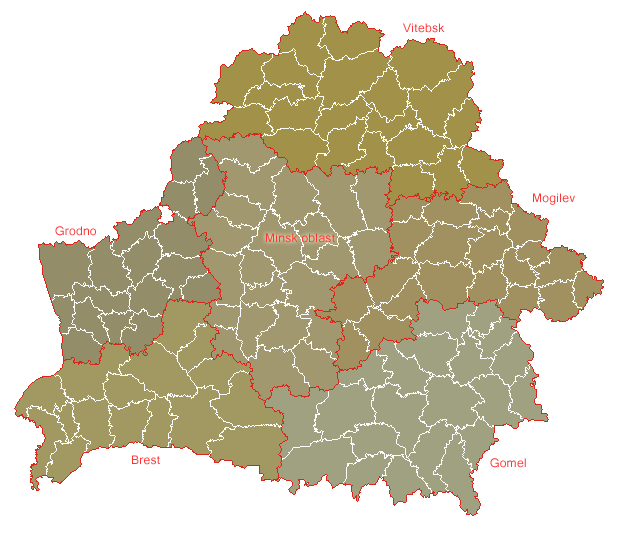
Області і райони

Адміністративно-територіальний поділ Білорусі — визначається Законом Білорусі від 5 травня 1998 р. № 154-З «Про адміністративно-територіальний поділ і порядок рішення питань адміністративно-територіального устрою Республіки Білорусь».
Відповідно до цього закону, адміністративно-територіальними одиницями Білорусі є:
- столиця Білорусі;
- області (біл. вобласць);
  - міста обласного підпорядкування;
  - райони (біл. раён);
    - міста районного підпорядкування (біл. горад);
    - селища міського типу (міські, курортні, робітничі селища);
    - сільради (біл. сельсавет).

Території міст можуть розділятися на райони, що не є самостійними адміністративно-територіальними одиницями.
Населені пункти, у яких розташовані органи влади областей, районів, сільських рад, є їх адміністративними центрами (при цьому вони не обов'язково входять до складу цих адміністративно-територіальних одиниць).
У цей час до складу Білорусі входять:
- столиця — місто Мінськ;
- 6 областей;
- 118 районів;
- 10 міст обласного підпорядкування (з них 5 є обласними центрами, 5 — районними центрами);
- 100 міст районного підпорядкування (з них 84 є районними центрами);
- 94 селища міського типу (з них 22 є районними центрами);
- 1125 сільрад;
- 20 міських районів в 7 містах (Мінськ, усі обласні центри, а також Бобруйськ).

## Області
Області Білорусі — адміністративно-територіальні одиниці Республіки Білорусь першого порядку. Обласний поділ був уведений у Білоруській РСР у 1938 році, коли всю територію радянської республіки було поділено на 5 областей. Приєднані у вересні-жовтні 1939 року території Польщі було також перетворено на 5 областей. У 1944—1954 роках БРСР містила 13 областей. До 1960 року їх кількість скоротилася до 6, які існують і в незалежній Республіці Білорусь. Столицю країни місто Мінськ виділено в окрему адміністративно-територіальну одиницю.
Кожна область має обласний центр, міста обласного підпорядкуванн, поділяється на райони. Обласна влада поділяється на виконавчу, а саме обласний виконавчий комітет, представницьку, обласну Раду депутатів, та судову в особі Обласного суду та Економічного суду області.
| Прапор | Герб | Позначення області | Назва області                        | Райони, кількість | Площа, км²    | Чисельність, тис. чол. | Щільність, чол. на км² | Адміністративний центр   |                                                   |
| ------ | ---- | ------------------ | ------------------------------------ | ----------------- | ------------- | ---------------------- | ---------------------- | ------------------------ | ------------------------------------------------- |
|        |      | BY-BR              | Берестейська Брэсцкая Брестская      | 16                | 32700,0 (4)   | 1433,1 (4)             | 43,8 (3)               | Берестя Брэст Брест      | [Архівовано 13 лютого 2008 у Wayback Machine.]    |
|        |      | BY-HO              | Гомельська Гомельская                | 21                | 40400,0 (1)   | 1464,5 (2)             | 36,3 (5)               | Гомель                   | [Архівовано 17 березня 2009 у Wayback Machine.]   |
|        |      | BY-HR              | Гродненська Гродзенская Гродненская  | 17                | 25100,0 (6)   | 1102,8 (7)             | 43,9 (2)               | Гродно Гродна Гродно     | [Архівовано 16 травня 2006 у Wayback Machine.]    |
|        |      | BY-MA              | Могильовська Магілёўская Могилёвская | 21                | 29100,0 (5)   | 1123,1 (6)             | 38,6 (4)               | Могильов Магілёў Могилёв | [Архівовано 19 липня 2006 у Wayback Machine.]     |
|        |      | BY-MI              | Мінська Мінская Минская              | 22                | 40200,0 (2)   | 1454,0 (3)             | 36,2 (6)               | Мінськ Мінск Минск       | [Архівовано 21 листопада 2019 у Wayback Machine.] |
|        |      | BY-VI              | Вітебська Віцебская Витебская        | 21                | 40100,0 (3)   | 1265,3 (5)             | 31,6 (7)               | Вітебськ Віцебск Витебск | [Архівовано 10 березня 2009 у Wayback Machine.]   |
|        |      | —                  | Місто Мінськ Горад Мінск Город Минск | 9                 | 305,500 (7)   | 1829,1 (1)             | 5987,0 (1)             | Мінськ Мінск Минск       | [Архівовано 13 грудня 2009 у Wayback Machine.]    |
|        |      | BY                 | Білорусь Беларусь                    | 127               | 207600,0 (84) | 9671,9 (75)            | 46,6                   | Мінськ Мінск Минск       | [Архівовано 3 лютого 2009 у Wayback Machine.]     |